# Національний музей Кьонджу
Національний музей Кьонджу (кор.  국립 경주 박물관 ,  国立 庆州 博物馆) — історичний музей в м. Кьонджу, Південна Корея.

## Історія
Спочатку музей був створений в 1910 році як Товариство держави Сілла в 1913 році товариство змінило назву на «Товариство захисту історичних місць Кьонджу», яке, в свою чергу, в 1945 у перейменували на «Філію Національного музею Кореї в м. Кьонджу». 1975 року музей вперше офіційно відкрив двері як Національний музей Кьонджу.

## Колекції
Оскільки місто Кьонджу було столицею держави Сілла, в музеї представлені експонати, пов'язані з її історією та культурою.
Музей розташований поряд з комплексом королівських могил, лісом Керім, обсерваторією Чхомсонде, палацом Панвольсон і ставком Анапчі.
Музей поділяється на декілька відділів відповідно до класифікації виставлених в них експонатів: Зал археології, Зал мистецтва, Зал Анапчі та Зал спеціальних виставок. У музеї також є відділ для дітей. Кожний відділ розташований в окремій будівлі.
У музеї виставлено близько трьох тисяч експонатів, серед яких вирізняються 16 так званих  Національних скарбів Кореї, три з яких приписані до  Державного музею Кореї.
Один із них — Національний скарб № 29 — «Божественний дзвін короля  Сондока Великого» (кор.  성덕 대왕 신종 ,  圣德 大王 神 钟; роки правління: 702—737) . Цей бронзовий дзвін є найбільшим з усіх існуючих в Південній Кореї на сьогоднішній день. Його також називають «Дзвін Пондокс» (봉덕사종, 奉 德 寺 钟) або «Дзвін Емілле» (에밀레종), що буквально означає «плач дитини».
Дзвін почали відливати в період правління 35-го короля Сілла Кендока (경덕, 景德; роки правління: 742—765) в пам'ять про його батька — короля Сондоке, проте робота була завершена під час правління внука короля Сондока — 36-го короля Сілла Хегон а (혜공, 惠 恭; роки правління: 765—780).
Вага дзвону — 19 тонн, висота — більше 3 метрів, діаметр — більше 2 метрів.
У музеї також знаходяться декілька королівських корон періоду Сілла, і виставлено більшість експонатів, знайдених під час розкопок на території храму Хванненса й піднятих із дна Анапчі. Багато знахідок виставлені напоказ не в критих приміщеннях музею, а просто неба — це звичайна практика корейських історичних музеїв.

## Галерея

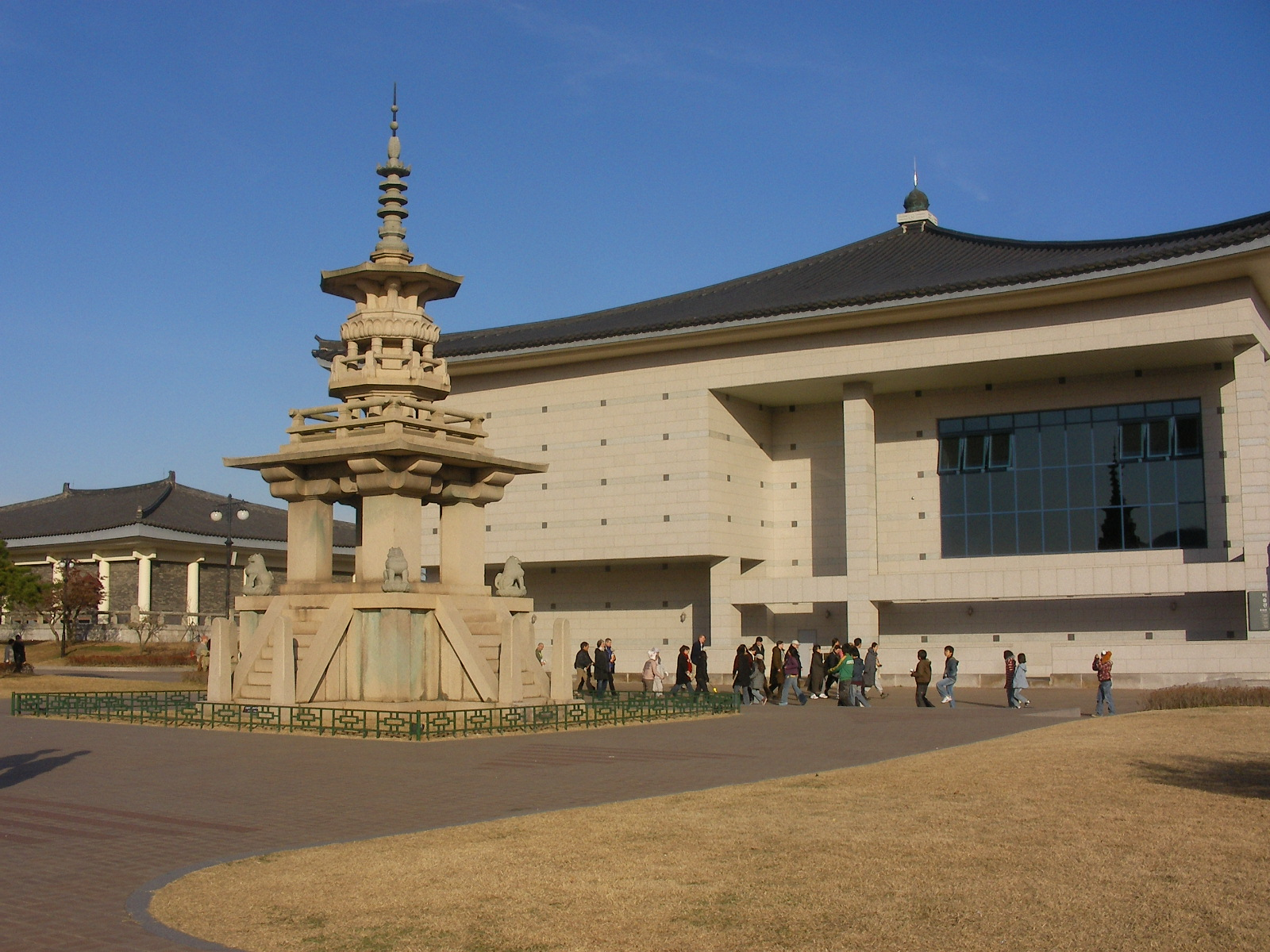
Національний музей Кьонджу
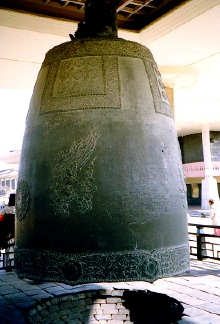
Божественний Дзвін короля Сондока Великого
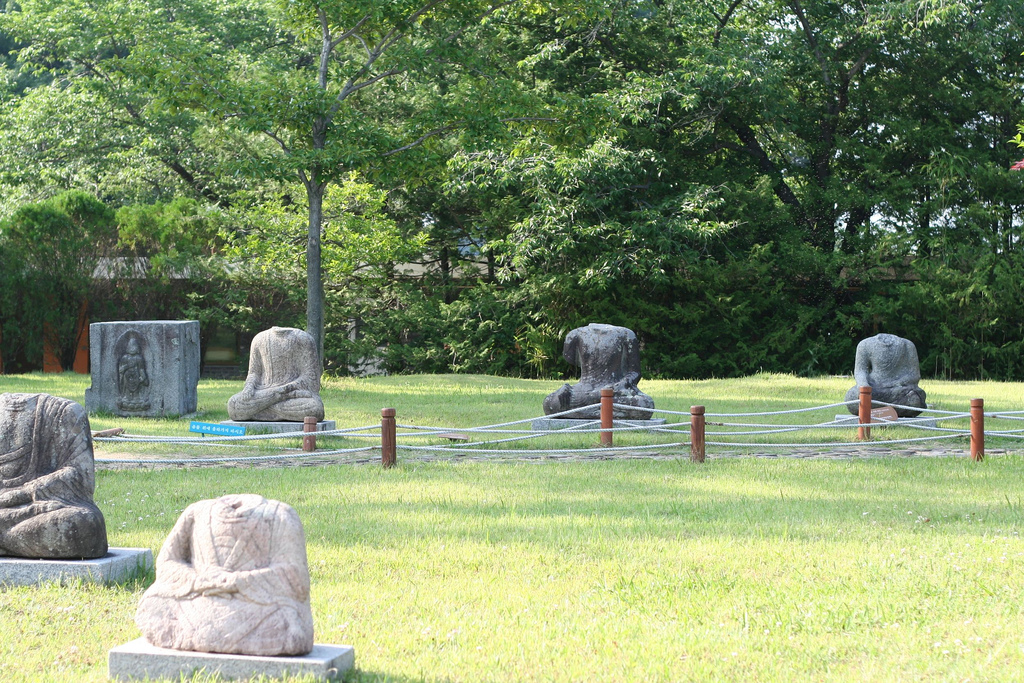
Буддійські статуї без голів
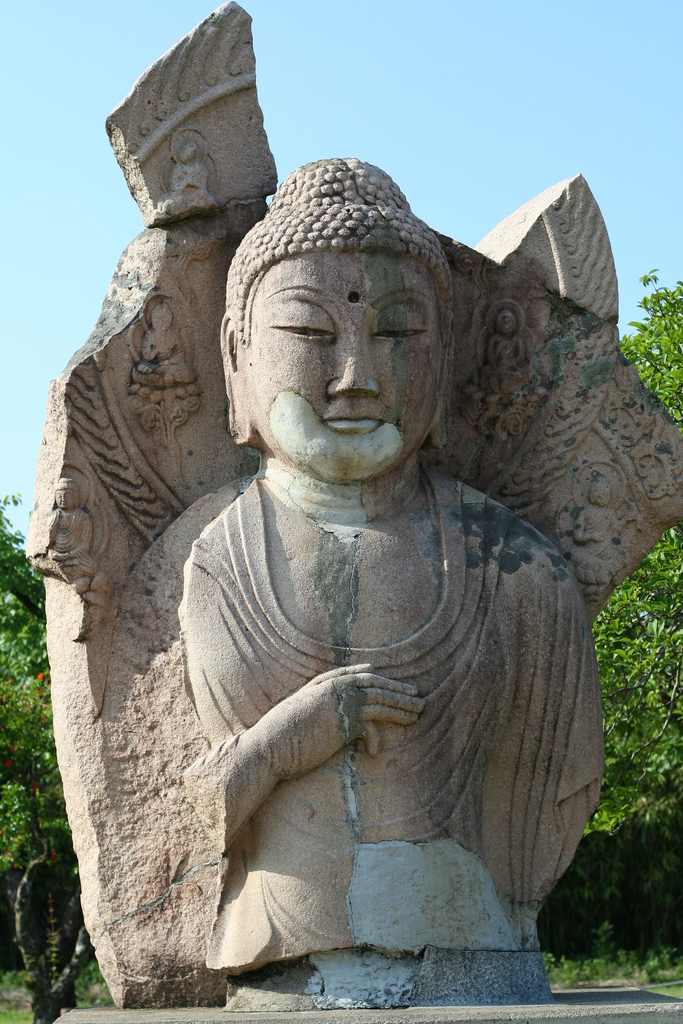
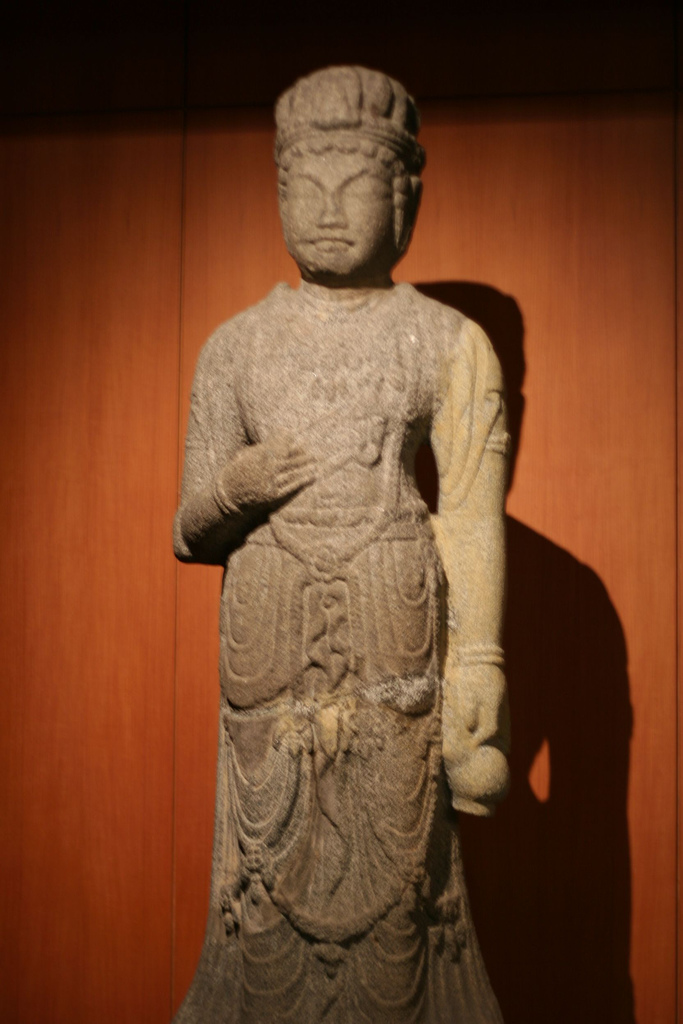
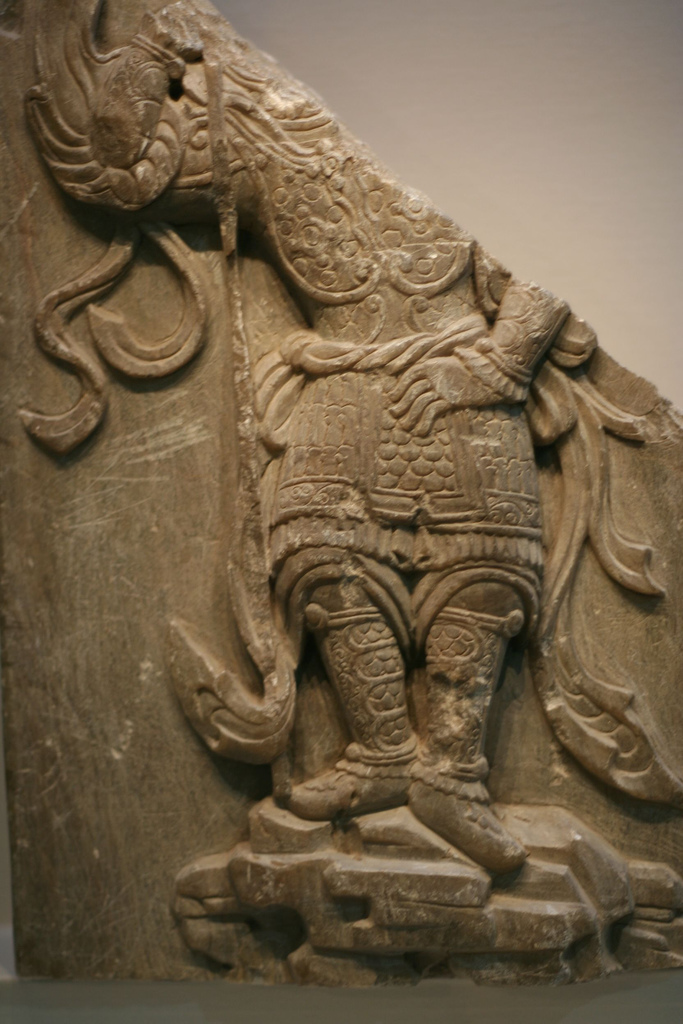
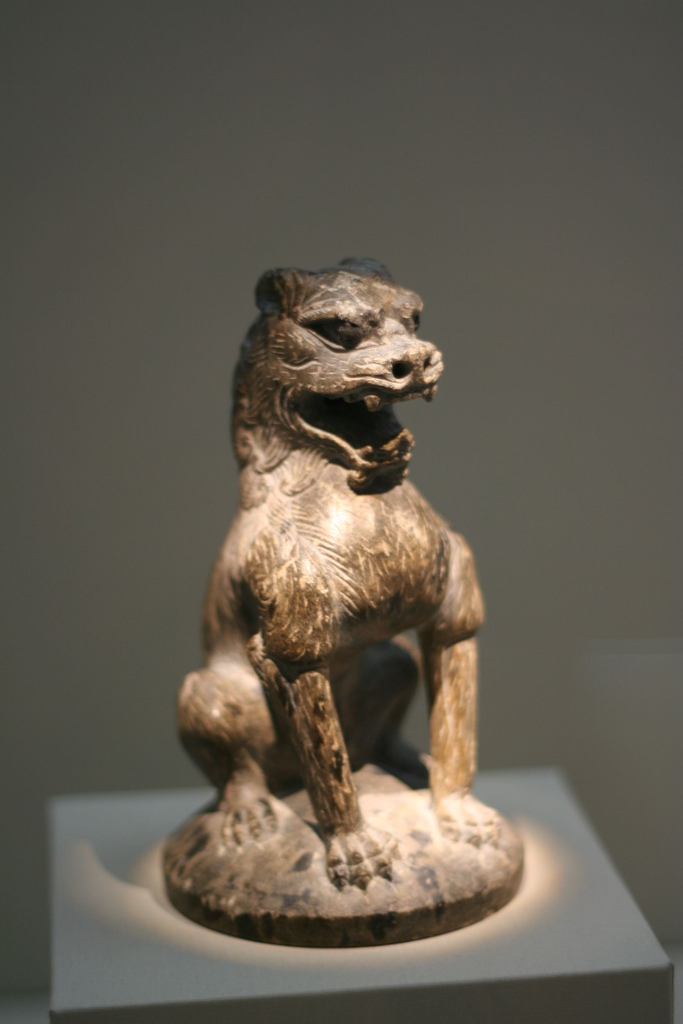
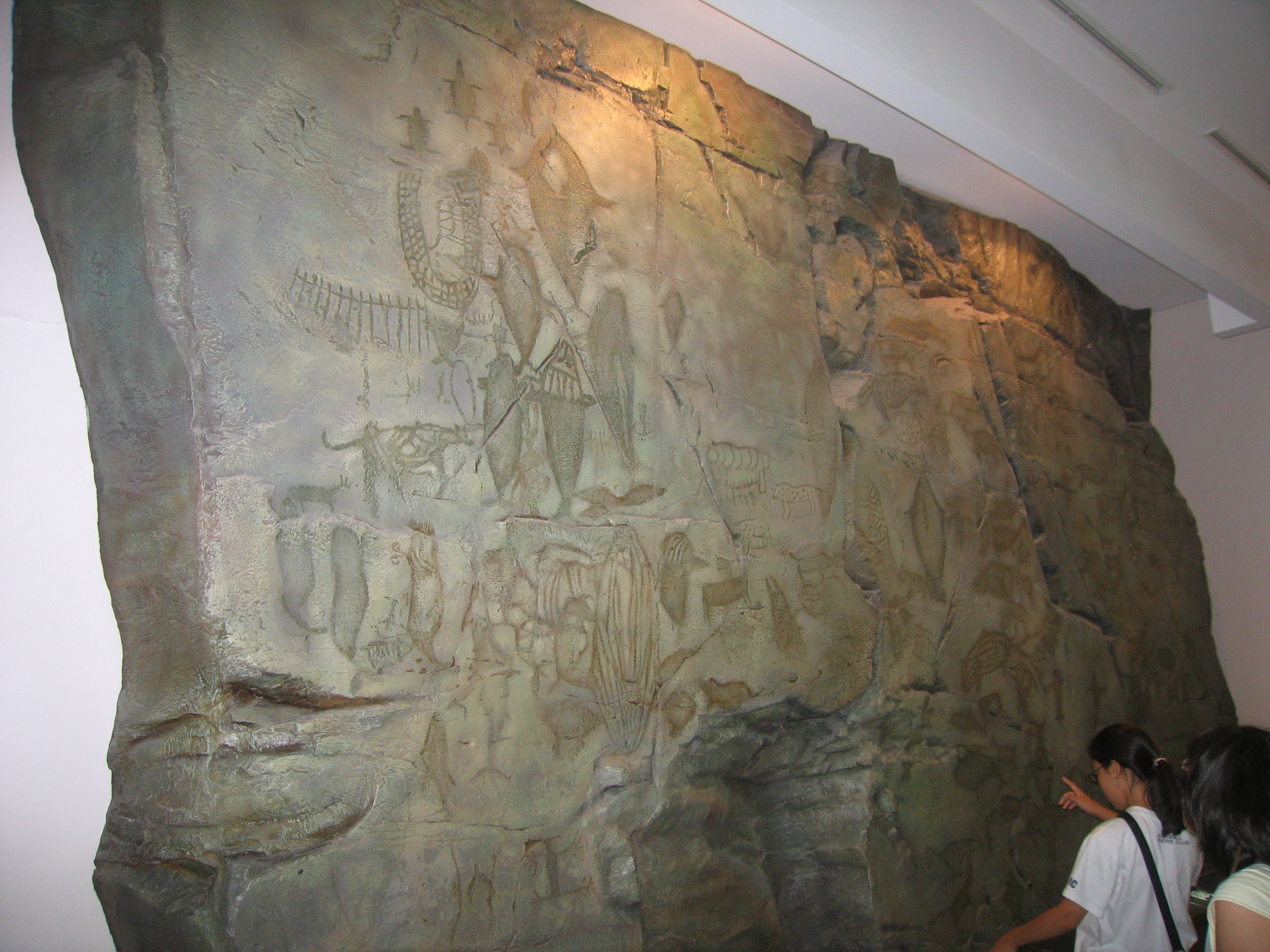
Петрогліфи на шматку скелі
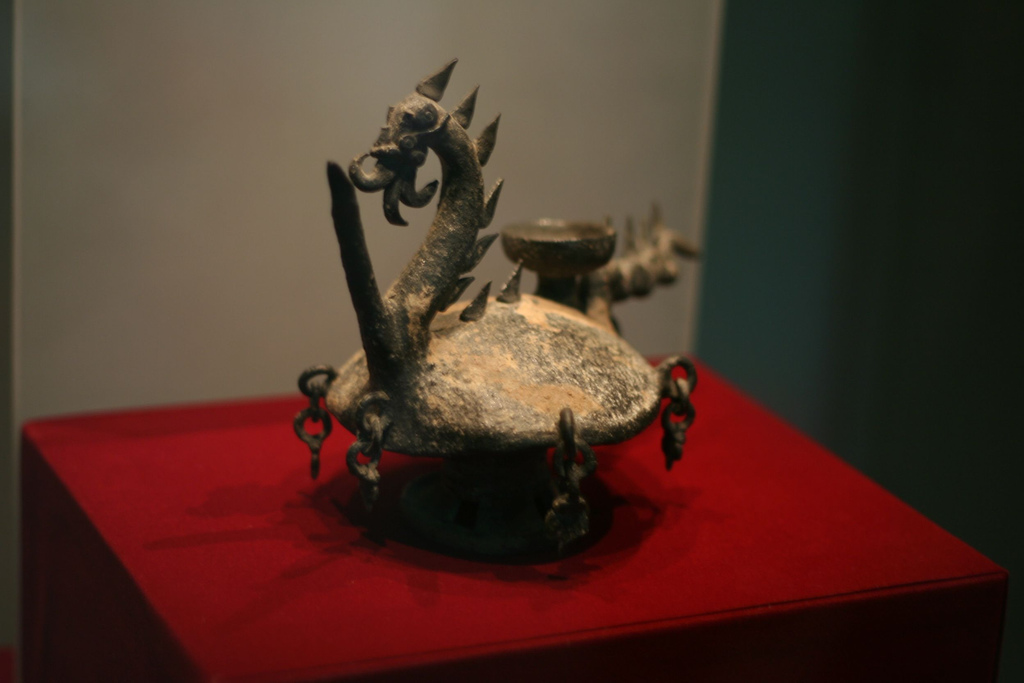
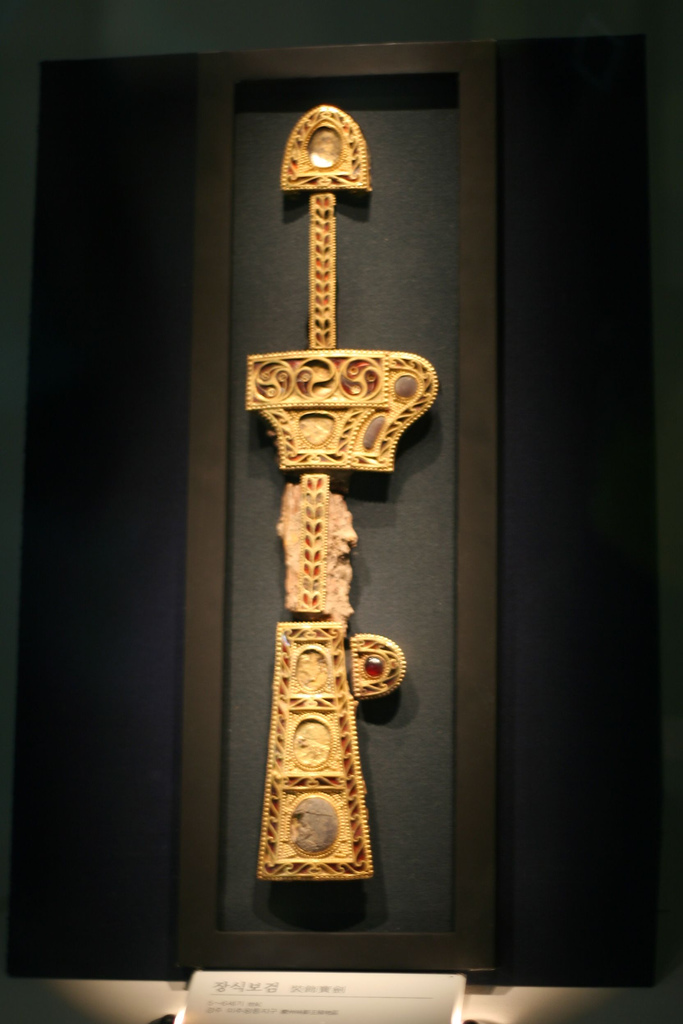
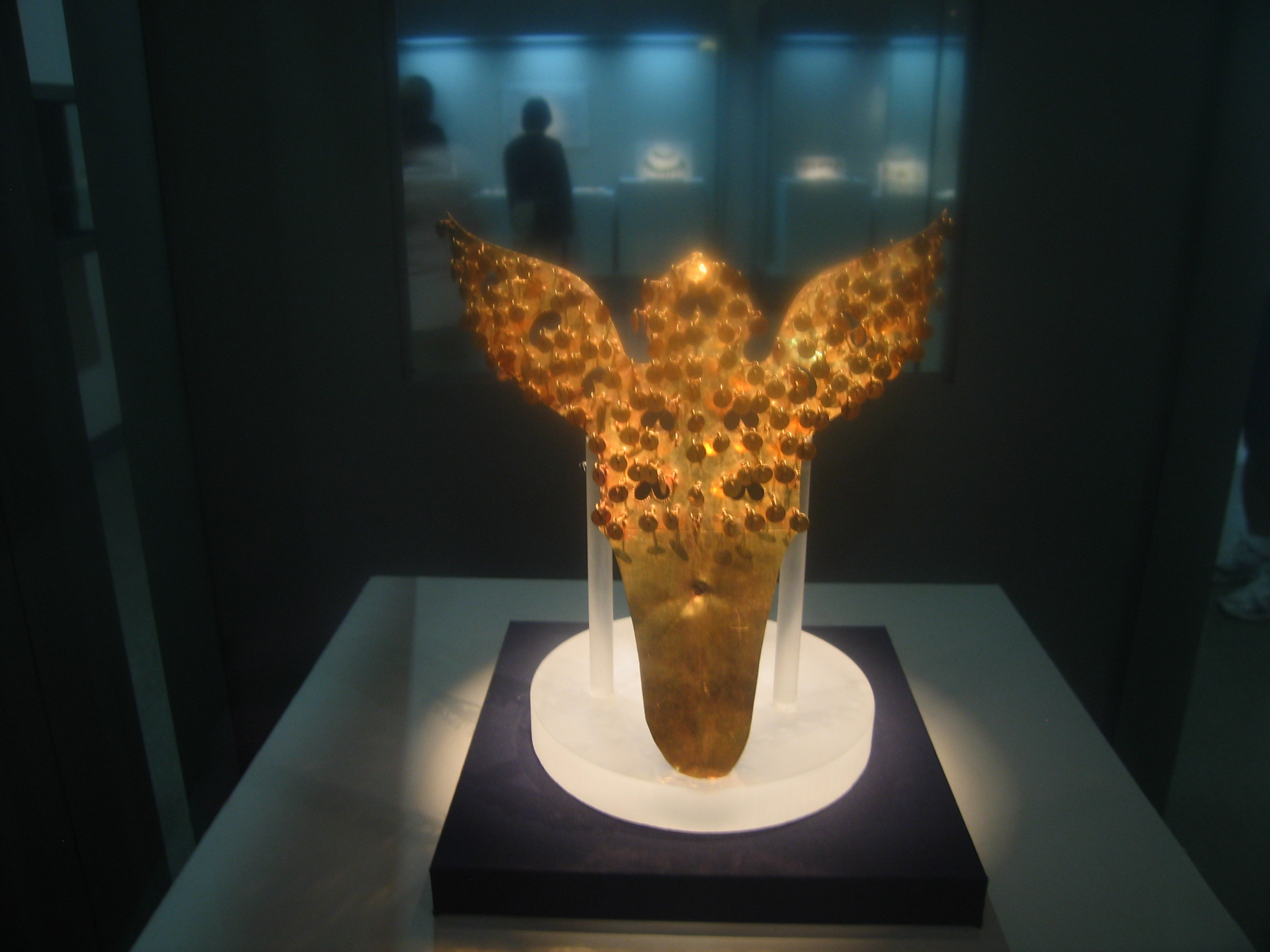
Золота прикраса у вигляді метелика
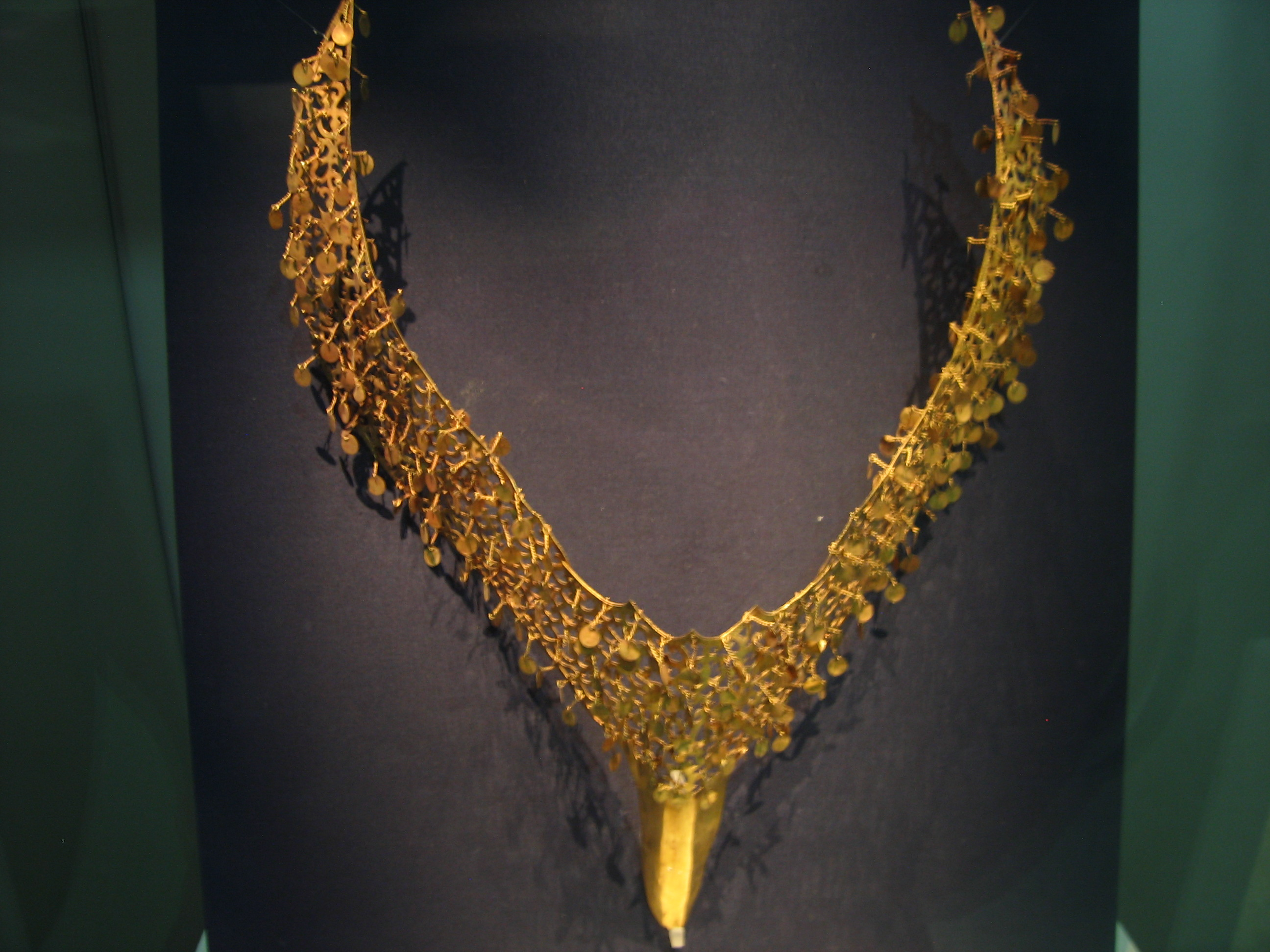
Золота прикраса у вигляді птаха